# Doce de caju

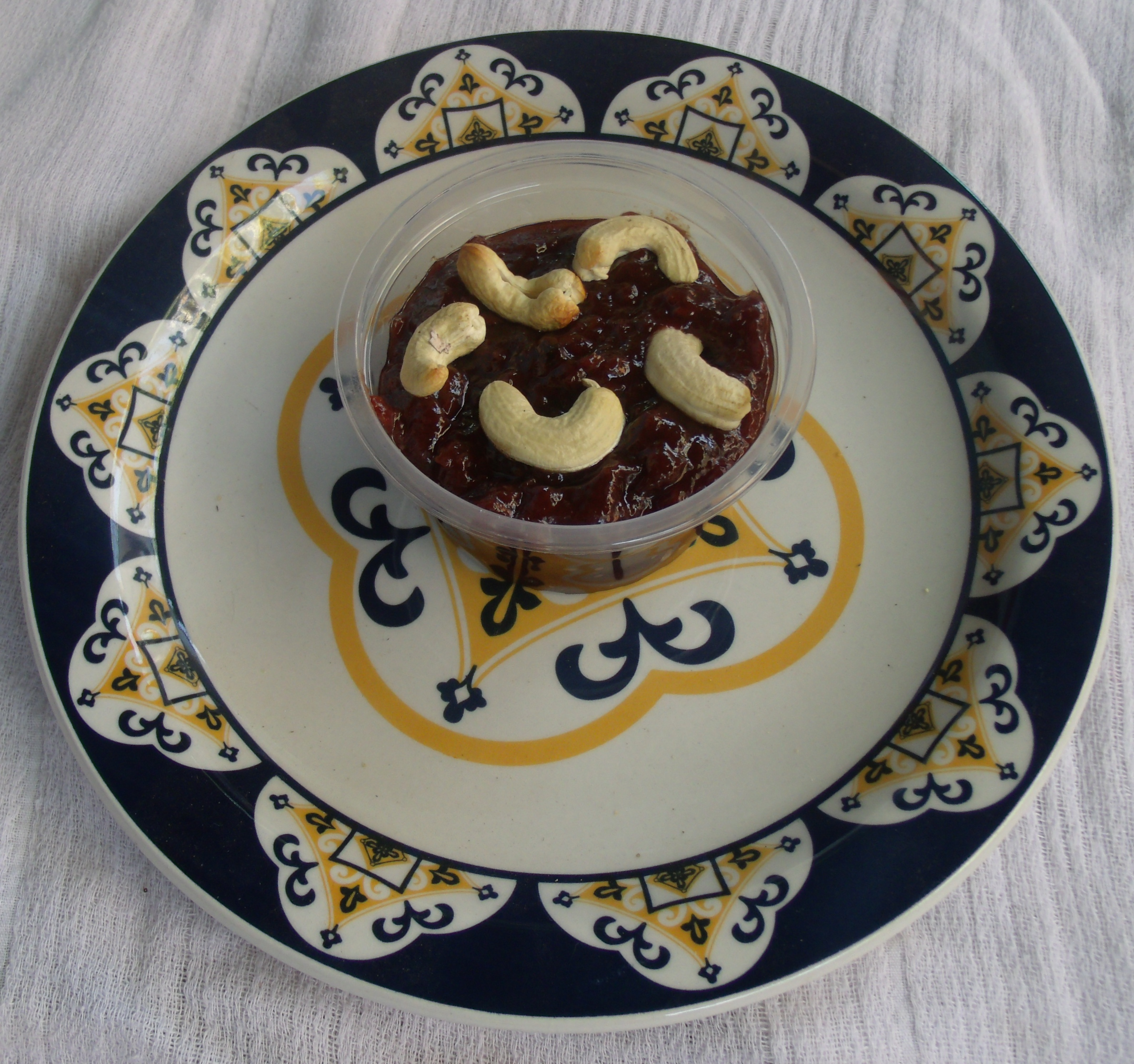
Doce de caju pastoso decorado com castanha

Doce de caju é um doce típico da culinária brasileira, especialmente da Região Nordeste, feito a base de  pedúnculo do caju inteiro ou em pedaços, com ou sem película,  e açúcar, podendo conter, opcionalmente, cravo-da-índia.
Sua origem vem do período colonial, tendo sido favorecido pela abundância das frutas tropicais e do açúcar dos engenhos na Região Nordeste do Brasil. Pode ser apresentado de diversas formas, desde em compota, com calda, pastoso, em barra, com a presença ou não castanha e até mesmo em forma de balas ou trufas.
Foi registrado como patrimônio de natureza imaterial de Alagoas.